# Matritvm Urbs Regia

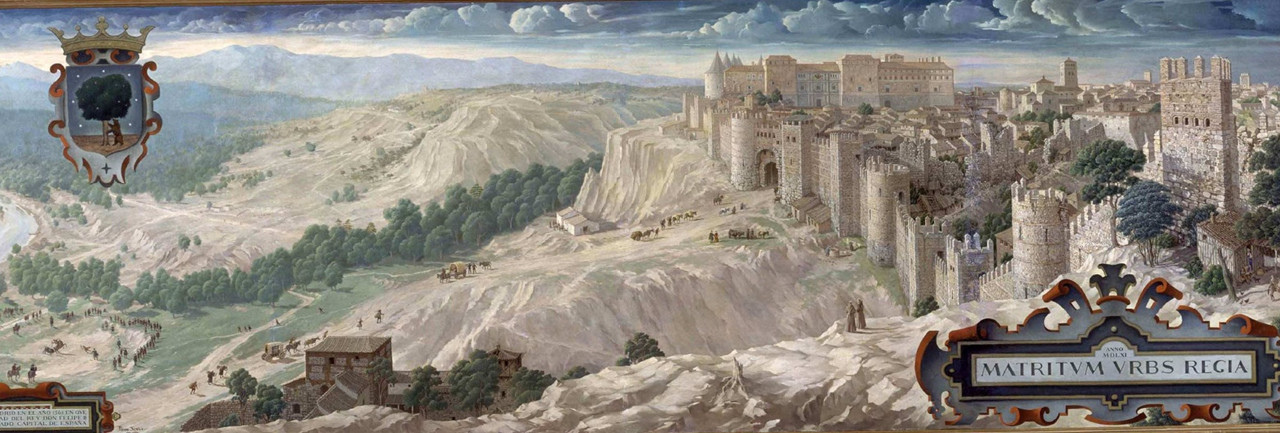
«Matritvm Urbs Regia», un imaginario Madrid hacia 1561, pintado por Pierre Schild en 1956.

«Matritvm Urbs Regia» es una obra pictórica de Pierre Schild pintada en 1956, y publicada como lámina por primera vez en 1962 en el libro Madrid, crónica y guía de una ciudad impar, de Federico Carlos Sainz de Robles. El cuadro se conserva como parte de la decoración del restaurante Sobrino de Botín, en Madrid (España).

## El autor y el cuadro
«Matritvm Urbs Regia» fue pintado en Madrid mediada la década de 1950 por Pierre Schild, director artístico nacido en San Petersburgo en 1897, y exiliado primero en Francia en la década de 1920, y luego en España ya a finales de la de 1930.
En la década de 1960, el cuadro encartelado como «Matritvm Urbs Regia» se encontraba almacenado en un local del Ayuntamiento de Madrid. No se sabe a través de que trámite administrativo la obra fue adquirida por la familia González, ‘heredera’ del negocio del restaurante histórico Casa Botín, fundado como posada en 1725 la calle de Cuchilleros del Madrid de los Austrias. Al inicio del siglo xxi continuaba expuesto en el “comedor Castilla” de dicho restaurante.

## Paisaje representado
La recreación de Schild de la villa de Madrid en vísperas de su elección como capital del imperio español, es una «atractiva mezcla de rigor y fabulación».
Así, a pesar del minucioso dibujo no aparecen «restos medievales todavía existentes como las torres de San Nicolás y San Pedro». Sí se reconocen edificios arquitectónicos dibujados por Wyngaerde, como el alcázar de los Austrias y la Torre Dorada (levantada entre 1562-1569), o las Caballerizas y la Armería Real (en la planta alta) construidas entre 1556-1562, y paralelas a la fachada del alcázar, aunque añadiendo elementos de fabricación posterior como la Casa de la Moneda. En el caserío que dibuja apiñado a la derecha del cuadro, pueden distinguirse la iglesia de Santa María, el palacio de Antonio de Valdés (muy posterior a la cronología que anuncia el cuadro), las casas y torre de los Lujanes, y las de los Vozmediano.
La imaginación juega sin embargo a su favor cuando representa el escarpado conjunto del barranco de San Pedro (abajo, en primer plano), y también extramuros el arroyo de Leganitos y su feraz arboleda en su descenso hasta el río Manzanares.
En la imponente muralla (con elementos de la obra árabe y la cristiana) Schild, ignorando el modelo de Wyngaerde y siguiendo su impulso de formación cinematográfica, «dio rienda suelta a su imaginación» inventando «torreones prismáticos donde sólo hubo cubos cilíndricos» y viceversa (como en el caso de la Puerta de la Vega).
Como concluye Castellanos Oñate en su análisis del cuadro: «Madrid no fue exactamente así a mediados del siglo XVI, pero es bastante probable que un viajero de entonces, trasladado imaginariamente a nuestros días, podría reconocerlo en este cuadro».